# Creu de la plaça de l'Església (Vinaixa)
La Creu plaça Església de Vinaixa és una obra de Vinaixa (Garrigues) inclosa a l'Inventari del Patrimoni Arquitectònic de Catalunya.

## Descripció
Creu de terme feta totalment de pedra. Arrenca d'una peanya circular, una roda de molí granítica; segueix una base mixtilínia, un cub rematat amb una mena de piràmide de formes arrodonides. A la cara frontal hi ha una inscripció amb una data "MCMLX". El fust de secció octogonal és força estret i monolític, amb un capitell cònic amb uns ornaments ondulants. Rematant trobem pròpiament la creu. Al centre dins d'un requadre hi figura el nom de Crist, JHS, i al revers, el de Maria. És una creu llatina amb braços poligonals acabats en punta.